# كون باريل
كون باريل (بالإنجليزية: Con Barrell)‏ هو لاعب اتحاد الرغبي نيوزيلندي، ولد في 15 أبريل 1967 في وانغاري في نيوزيلندا.